# Pascal Antoine Fiorella
Pascal Antoine Fiorella (korsisch Pasquale Antonio Fiorella; * 7. Februar 1752 in Ajaccio, Korsika; † 3. März 1818 ebenda) war ein französischer Général de division der Infanterie korsischer Herkunft.

## Leben
Fiorellas Jugend wurde einerseits vom Kampf zwischen der Republik Genua und Frankreich um die Herrschaft auf Korsika, andererseits von den korsischen Unabhängigkeitsbestrebungen und der Gründung der Korsischen Republik durch Pasquale Paoli geprägt. Mit dem Vertrag von Versailles vom 15. Mai 1768 traten die Genuesen Korsika an Frankreich ab. Am 9. Mai 1769 besiegte ein 22.000 Mann starkes Herr unter dem Kommando des Grafen de Vaux in der Schlacht bei Ponte Novu die Truppen Paolis.
Diese Niederlage bedeutete das Ende der Korsischen Republik und der Graf von Vaux amtierte bis 1779 als erster französischer Generalgouverneur von Korsika.       
Im Jahr 1770 kam Pascal Antoine Fiorella als Kadett der königlichen Armee nach Frankreich. Er bewährte sich dort als junger Offizier und hatte bereits zu Beginn der Französischen Revolution den Dienstgrad Capitaine erreicht.
Während des Ersten Koalitionskrieges kämpfte Fiorella unter dem Befehl von General André Masséna in der Zweiten Schlacht von Saorgio vom 24. bis 28. April 1794, in der er verwundet wurde. Am 17. September 1794 wurde er zum Général de brigade befördert. Am 23. und 24. November 1795 kämpfte er unter dem Befehl von General Barthélemy Schérer in der Schlacht von Loano. Am 24. Dezember 1795 wurde Pascal Antoine Fiorella vom Direktorium zum Général de division ernannt.
In den Jahren 1796 und 1797 nahm Fiorella am Italienfeldzug Napoleons teil. Unter dem Oberbefehl des Generals Jean Sérurier, der während des Ersten Kaiserreiches zum Maréchal d’Empire aufstieg, führte Fiorella verschiedene Truppenkontingente. Er kämpfte in der Schlacht bei Mondovi am 20. und 22. April 1796 und in der Schlacht bei Castiglione am 5. August 1796.
Fiorella nahm an der Belagerung von Mantua (1796/97) teil. Er konnte  sich in der Schlacht bei Calliano vom 6. bis 7. November 1796, in der Schlacht von Arcole (vom 15. bis 17. November 1796) und in der Schlacht bei Rivoli vom 14. bis 15. Januar 1797 durch Tapferkeit auszeichnen.
Pascal Antoine Fiorella beteiligte sich 1799 an der Belagerung der Zitadelle von Turin. 1805 wurde er unter Eugène de Beauharnais bei der Belagerung von Venedig eingesetzt und 1809 war er bei der Niederschlagung des Tiroler Volksaufstandes unter Andreas Hofer eingebunden.
Nach Napoleons Abdankung am 6. April 1814 gab Fiorella die meisten seiner militärischen Ämter auf. Als der Ex-Kaiser am 28. Februar 1815 die Insel Elba verließ, um seine Herrschaft zu erneuern (→Herrschaft der Hundert Tage), folgte ihm Fiorella nicht. Im Jahr 1817 ging er als Divisionskommandant in den Ruhestand. Er ließ sich nahe seiner Heimatstadt Ajaccio nieder, wo er bereits am 3. März 1818 verstarb und seine letzte Ruhestätte fand.

## Ehrungen
- 1804 Commandeur der Ehrenlegion
- Ordre de la couronne de fer
- Sein Name findet sich am südlichen Pfeiler (21. Spalte) des Triumphbogens am Place Charles-de-Gaulle (Paris)